# Frontera de gra

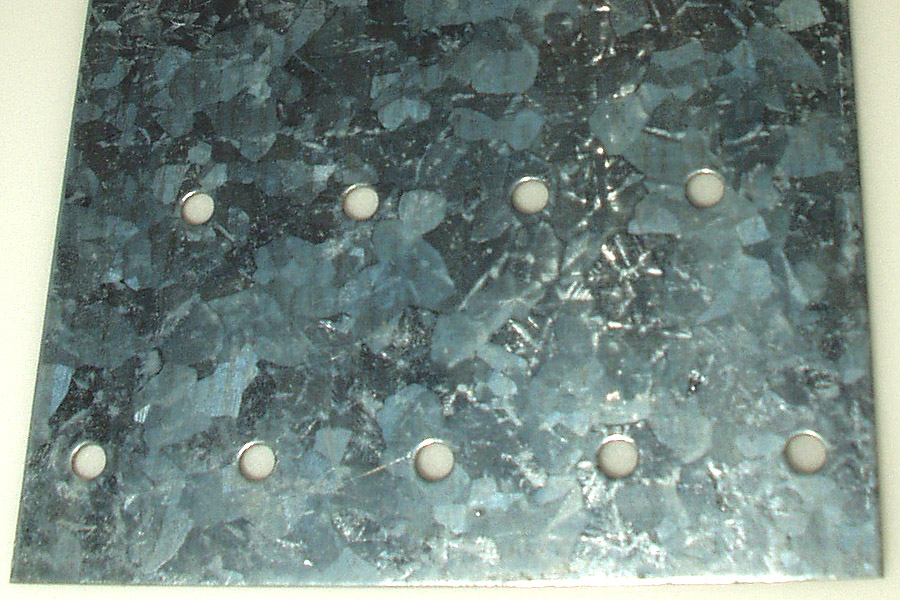
Superfície galvanitzada amb grans de zinc visibles.

La frontera de gra (també anomenada vora de gra o límit de gra) és la superfície de separació entre dos cristalls (grans) d'un mateix material policristal·lí. La frontera de gra sorgeix a conseqüència del mecanisme del creixement de gra, o cristal·lització, quan dos cristalls que han crescut a partir de nuclis diferents es "troben". Tot i tenir la mateixa estructura cristal·lina, les orientacions, a causa de l'atzar, seran diferents i uns cristalls compensaran als altres: els policristalls solen ser isòtrops.
Com major grandària tingui el gra, pitjor conductivitat elèctrica tindrà, ja que la vora de gra impedeix el moviment dels electrons. D'altra banda, com menor grandària tingui, tindrà més resistència mecànica, perquè les dislocacions tindran menor mobilitat en estar impedit el seu moviment. Els límits de gra «ancoren» les dislocacions i impedeixen el seu moviment; per tant, un policristall resistirà millor la tracció que un monocristall.